# Arribes del Duero (mancomunidad)
La mancomunidad Arribes del Duero es una agrupación administrativa de municipios en la provincia de Salamanca, Castilla y León, España.
La sede se encuentra en el ayuntamiento de Villarino de los Aires. Se creó con el objetivo de proporcionar conjuntamente una serie de servicios.

## Municipios
| - La Vídola - La Peña - Pereña de la Ribera | - Villarino de los Aires (Anejos: Cabeza de Framontanos y La Zarza de Don Beltrán) |

## Competencias
- Recogida de basuras
- Prevención y extinción de incendios
- Realización de obras de infraestructura
- Promoción turística
- Prestación de servicios culturales, de ocio y deportivos
- Formación ocupacional y educación de adultos
- Promoción de suelo industrial y de viviendas
- Fomento de actividades en materia de comunicaciones
- Servicio de matadero y sanidad animal
- Fomento del empleo y del desarrollo socio-comunitario
- Mejora del medio ambiente